# The Strange Case Of…
| Оценки критиков | Оценки критиков |
| Источник        | Оценка          |
| --------------- | --------------- |
| Allmusic        | [ 1 ]           |
| Kerrang         | [ 2 ]           |
| Loudwire        | [ 3 ]           |
| Live Metal      | [ 4 ]           |

The Strange Case Of… — второй студийный альбом группы Halestorm, вышедший 10 апреля 2012 года. Его продажи к марту 2016 года составили 500 000 копий.

## Об альбоме
Продюсером альбома был Говард Бенсон, который также работал над первым одноимённым альбомом группы. Песня «Love Bites (So Do I)» является первым синглом альбома.

## Список композиций
| №                   | Название                                    | Автор(ы)                                               | Длительность |
| ------------------- | ------------------------------------------- | ------------------------------------------------------ | ------------ |
| 1.                  | «Love Bites (So Do I)»                      | Лиззи Хейл, Дейв Бассетт                               | 3:11         |
| 2.                  | «Mz. Hyde»                                  | Лиззи Хейл, Скотт Стивенс                              | 3:22         |
| 3.                  | «I Miss the Misery»                         | Лиззи Хейл, Кристин Даниель Коннолли, Скотт Стивенс    | 3:03         |
| 4.                  | «Freak Like Me»                             | Лиззи Хейл, Джонни Эндрюс, Роберт Грейвз               | 3:38         |
| 5.                  | «Beautiful with You»                        | Лиззи Хейл, Нина Оссофф, Дана Калитри, Мария Соммер    | 3:16         |
| 6.                  | «In Your Room»                              | Лиззи Хейл, Захарий Малой                              | 2:46         |
| 7.                  | «Break In»                                  | Лиззи Хейл, Альме Проул, Роберт Грейвз, Марк Л. Холман | 4:45         |
| 8.                  | «Rock Show»                                 | Лиззи Хейл, Джулиан Эмери, Джеймс Ирвин                | 3:19         |
| 9.                  | «Daughters of Darkness»                     | Лиззи Хейл, Блейр Дейли                                | 3:55         |
| 10.                 | «You Call Me a Bitch Like It's a Bad Thing» | Лиззи Хейл, Нина Оссофф, Дана Калитри, Мартин Брайли   | 3:11         |
| 11.                 | «American Boys»                             | Лиззи Хейл, Роберт Хафф                                | 3:28         |
| 12.                 | «Here's to Us»                              | Лиззи Хейл, Тоби Гад, Даниэль Бризбуа                  | 2:57         |
| Общая длительность: | Общая длительность:                         | Общая длительность:                                    | 40:56        |

| №                   | Название                                           | Автор(ы)                                                    | Длительность |
| ------------------- | -------------------------------------------------- | ----------------------------------------------------------- | ------------ |
| 13.                 | «Don't Know How to Stop»                           | Лиззи Хейл, Джулиан Эмери, Джеймс Ирвин, Джейсон Кейт Перри | 3:55         |
| 14.                 | «Private Parts" (feat. Джеймс Майкл of Sixx:A.M.)» | Лиззи Хейл, Джеймс Майкл                                    | 3:59         |
| 15.                 | «Hate It When You See Me Cry»                      | Лиззи Хейл                                                  | 3:11         |
| Общая длительность: | Общая длительность:                                | Общая длительность:                                         | 52:01        |

## Участники записи
- Лиззи Хейл — вокал, гитара, клавиши
- Ариджей Хейл — ударные, перкуссия, бэк-вокал
- Джо Хоттингер — лид-гитара, бэк-вокал
- Джош Смит — бас, бэк-вокал

## Позиции в чартах
| Чарт (2012)              | Место |
| ------------------------ | ----- |
| UK Albums Chart          | 49    |
| UK Rock Chart            | 2     |
| US Billboard 200         | 15    |
| US Top Rock Albums       | 7     |
| US Hard Rock Albums      | 1     |
| US Alternative Albums    | 6     |
| US Top Digital Albums    | 15    |
| US Top Tastemaker Albums | 21    |